# Зимняя Золотица
Зимняя Золотица (Большая Золотица, Золотница) — река в Архангельской области России.
Река протекает по западной части Беломорско-Кулойского плато и впадает в Горло Белого моря у Нижней Золотицы на Зимнем берегу, северо-восточнее Двинской губы. Питание снеговое и дождевое. Длина реки составляет 177 км, площадь бассейна — 1950 км². Среднегодовой расход воды — 22,7 м³/с.
В верхнем течении реки находился бывший посёлок геологов Поморье и находится месторождение алмазов имени М. В. Ломоносова и вахтовые посёлки Тучкино и Светлый. В нижнем течении находятся административный центр Зимне-Золотицкого сельского поселения деревня Верхняя Золотица и деревня Нижняя Золотица. На правом берегу реки находится местность, имеющая название «Чудская яма». На левом берегу реки, выше Савина ручья, находится «чудское кладбище». В верхнем течении река протекает через озеро Золотицкое.

## Притоки
- Чача
- Дворный
- Константинов Ручей
- Тёмный
- Летняя
- Каменный
- Паловской
- Горностаев
- без названия (из озера Исандово)
- Кондратьев
- без названия
- без названия
- Белая
- Тучкин
- Светлая (Светлица)

## Данные водного реестра
По данным государственного водного реестра России и геоинформационной системы водохозяйственного районирования территории РФ, подготовленной Федеральным агентством водных ресурсов:
- Бассейновый округ — Двинско-Печорский
- Водохозяйственный участок — Реки бассейна Белого моря от северо-восточной границы р. Золотица до мыса Воронов без р. Северная Двина